# Кухарук, Руслан Николаевич
Русла́н Никола́евич Кухару́к (род. 8 мая 1979, Урай, Ханты-Мансийский автономный округ, Тюменская область) — российский государственный и политический деятель. Губернатор Ханты-Мансийского автономного округа — Югры с 8 сентября 2024 года (врио 30 мая — 8 сентября 2024). Глава города Тюмени (8 октября 2018 — 1 июня 2024). Секретарь Тюменского городского отделения партии «Единая Россия».

## Биография
Родился 8 мая 1979 года в городе Урай Ханты-Мансийского автономного округа.
Руслан Кухарук окончил в 1996 году с золотой медалью гимназию города Урая. В 2001 году окончил с отличием Тюменский государственный университет по специальности «юриспруденция». С февраля по октябрь 2002 года трудился в администрации Тюменского района (сначала ведущий специалист-юрист, затем зав. сектором правовой работы управления по вопросам юридической и организационно-кадровой работы).
С октября 2002 по март 2011 года работал в департаменте имущественных отношений Тюменской области, где последовательно занимал должности ведущего специалиста юротдела, начальника отдела правового обеспечения земельных отношений, начальника управления распоряжения и аренды земельных участков).
Вскоре после назначения Александра Моора на должность мэра Тюмени возглавил департамент земельных отношений и градостроительства администрации города. Там Кухарук отвечал за переселение из аварийного жилищного фонда (в 2012—2017 годах снесены 115 домов и переселено 919 семей), а также за развитие застроенных территорий (подготовлены решения о развитии 16 территорий).
29 сентября 2016 года назначен заместителем главы администрации Тюмени. В деловой среде это назначение было воспринято с воодушевлением, поскольку чиновник приобрёл репутацию компетентного специалиста. В новой должности курировал деятельность департамента земельных отношений и градостроительства, управления градостроительного планирования, департамента имущественных отношений, городского имущественного казначейства и комитета по рекламе.
31 мая 2018 года был единогласно утверждён в должности временно исполняющего обязанности главы администрации Тюмени. Авторы национального рейтинга мэров — центр информационных коммуникаций «Рейтинг» и Финансовый университет при Правительстве РФ — назвали это назначение сенсационным. 21 сентября избран секретарём тюменского городского отделения партии «Единая Россия». 8 октября 2018 года единогласно избран на пост главы Тюмени.
Сопредседатель Всероссийской ассоциации развития местного самоуправления.

## Глава ХМАО
30 мая 2024 года, после отставки Натальи Комаровой с должности губернатора Ханты-Мансийского автономного округа — Югры, был назначен президентом России Владимиром Путиным временно исполняющим обязанности главы этого региона.
8 сентября 2024 года на заседании думы региона Руслана Кухарука избрали губернатором Югры на пятилетний срок, за его кандидатуру проголосовали 33 из 36 депутатов. Его инаугурация состоялась в тот же день.

## Семья
Женат, воспитывает двоих детей.

## Награды
- Почётная грамота Губернатора Тюменской области (31 мая 2024) — за вклад в социально-экономическое развитие Тюменской области[22]